# Вербіж
Ве́рбіж — село в Україні, у Стрийському районі Львівської області. Населення становить 305 осіб

## Історія
Актом 7 листопада 1407 року польський король Владислав Ягайло надав село своєму вірному слузі Іванові Волошиновичеві за річну данину 100 грошів. 17 червня 1423 р. село переведене на магдебурзьке право.
У податковому реєстрі 1515 року в селі документується млин, шинок і 4 лани (близько 100 га) оброблюваної землі.
На 01.01.1939 в селі проживало 1420 мешканців, з них 1380 українців-грекокатоликів, 15 українців-римокатоликів, 10 поляків, 10 євреїв, 5 німців.

## Населення

### Мова
Розподіл населення за рідною мовою за даними перепису 2001 року:
| Мова       | Кількість | Відсоток |
| ---------- | --------- | -------- |
| українська | 786       | 99.87%   |
| польська   | 1         | 0.13%    |
| Усього     | 787       | 100%     |

## Церква св. Івана Богослова
Найдавніша відома з візитаційних описів дерев’яна тризрубна триверха з трьома наметовими чотирисхилими верхами церква з дзвіницею над бабинцем була збудована у 1577 р. Архітектура цієї церкви, як і церкви в селі Мшанець (1507) та Петро-Павлівської церкви в Перемишлі (XIV ст.), була унікальною. Такого типу церков в Україні не збереглося. 
У 1761 р. вона отримала ерекційний акт від Франциска з Великої Виняви Винявського. 
У 1827 р. на її місце перевезено стару церкву 1604 р. з Горуцька, теж дерев’яну, хрещату в плані, увінчану восьмигранною банею на світловому восьмерику. 
На місці пошкодженої у першій світовій війні у 1928 р. спорудили новий мурований, хрещатий одноверхий храм. Високий чотирибічник нави, завершений восьмибічним барабаном з банею, прикрашений по кутах вежечками з баньками. У 1962 – 1989 pp. церква була зачинена.

## Відомі люди
- Дяків Фома — галицький громадський діяч, належав до москвофільського напрямку.